# Nickelodeon Animation Studio
Nickelodeon Animation Studio è uno studio di animazione americano di proprietà di Nickelodeon Group. Ha creato molti programmi televisivi originali per Nickelodeon, come SpongeBob, Due fantagenitori, I Rugrats e Avatar - La leggenda di Aang, tra gli altri. Dagli anni 2010, lo studio ha anche prodotto le proprie serie basate su proprietà intellettuali preesistenti acquistate da Paramount Global, come Tartarughe Ninja e Winx Club. Nel novembre 2019, Nickelodeon Animation Studio ha firmato un accordo di produzione pluriennale per Netflix, che include la produzione di contenuti di proprietà intellettuali sua nuove che preesistenti. Lo studio è stato fondato nel 1990 con il nome di Games Productions Inc. Nel 1992 è stata fondata una filiale chiamata Games Animation. Nel 1998, lo studio si è trasferito da Studio City, in California, a Burbank con la costruzione di una nuova struttura. È stato rinominato Nickelodeon Animation Studio e successivamente Nickelodeon Studios Burbank. Nel 1999 è stata aperta una seconda struttura a New York, chiamata Nickelodeon Animation Studio New York.